# Alsterschwäne

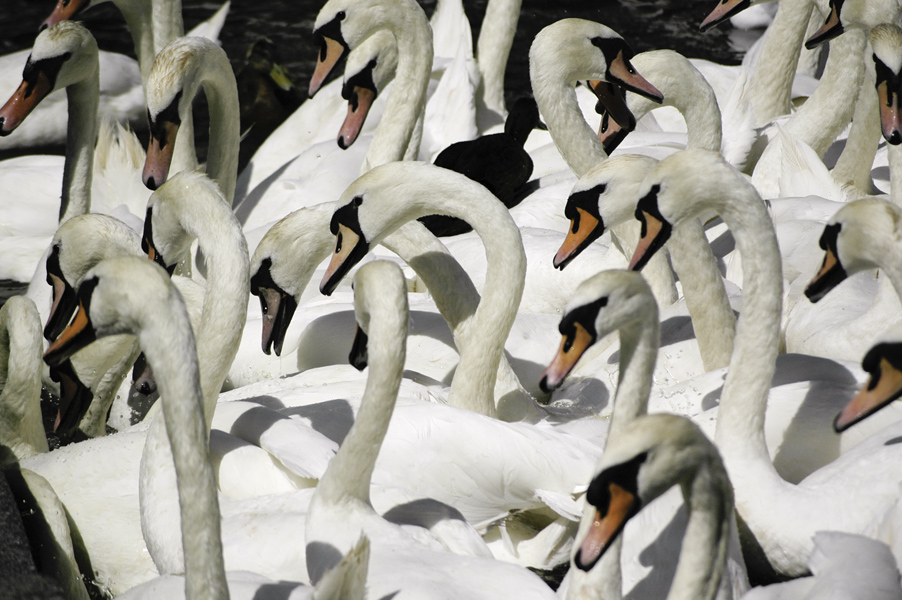
Alsterschwäne

Die Alsterschwäne sind  ein Wahrzeichen der Stadt Hamburg. Eine Abrechnung aus den Jahren 1591/1592 belegt, dass bereits seit mehr als 400 Jahren die Höckerschwäne auf der Alster auf öffentliche Kosten mit Getreidefutter versorgt wurden. 1664 stellte der Senat der Freien und Hansestadt Hamburg die Vögel unter besonderen Schutz: es ist bei Strafe verboten, sie zu beleidigen (auch Leid zuzufügen), zu verletzen oder zu töten.

## Schwanenwesen
Einen Schwanenvater gibt es seit 1674. Seit 1818 ist für die Betreuung der Tiere das städtische Amt eines Revierjagdmeisters eingerichtet. Der sogenannte Schwanenvater ist der Leiter der Zentralstelle Schwanenwesen, die im Bezirksamt Hamburg-Nord angesiedelt ist. Zu den Aufgaben gehören neben den Hege- und Tierschutzmaßnahmen und der Überwachung des Lebensraums auch die Notfallrettung verunglückter Wassertiere, die Aufzucht und Pflege verwaister Jungtiere, Beratungen und Durchführung von Fortbildungsveranstaltungen und die Verfolgung von Straftaten bei Gewässerverschmutzung, Tierquälerei und Wilderei.

## Zahl der Schwäne
Die Schwäne sind monogam. Jedes Jahr gibt es 10 bis 20 neue Brutpaare. Die Zahl der Schwäne bleibt immer gleich bei 120. Die Schwäne werden bis zu 24 Jahre alt. Tiere sterben aus Altersgründen, durch Krankheit, Angelhaken, Flugunfälle und Hundeattacken. Im Januar 2023 griff die Vogelgrippe auch auf den Schwanbestand über und führte zum Tod von 55 Tieren.

## Winterquartier
Im Winter werden die Schwäne auf dem eigens für sie durch eine Unterwasserpumpe eisfrei gehaltenen Eppendorfer Mühlenteich versorgt. Öffentlich viel beachtet ist dabei der jährlich im November stattfindende Umzug in das Winterquartier. Dabei wird ein großer Teil der Vögel zunächst in die Kleine Alster getrieben, dort eingefangen, untersucht und dann mit Booten verschifft.
Je nach Witterungslage kehren sie im März oder April unter Bootbegleitung des Schwanenvaters unter der Krugkoppelbrücke hindurch zurück auf die Alster, ihre Kanäle und Fleete. Dort bauen sie von Ende März an ihre Nester.

Logo Schwanenwesen
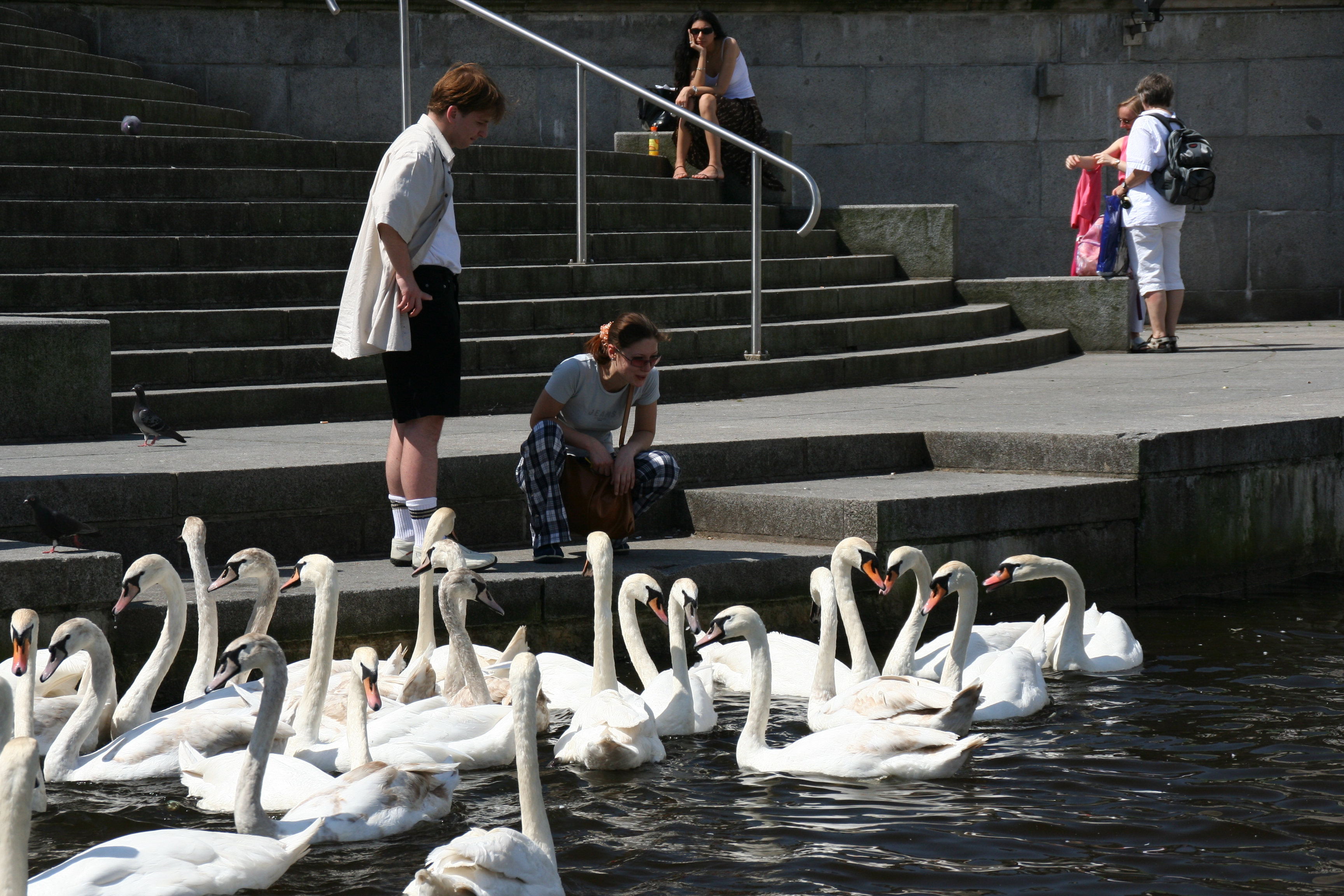
Auf der Kleinen Alster
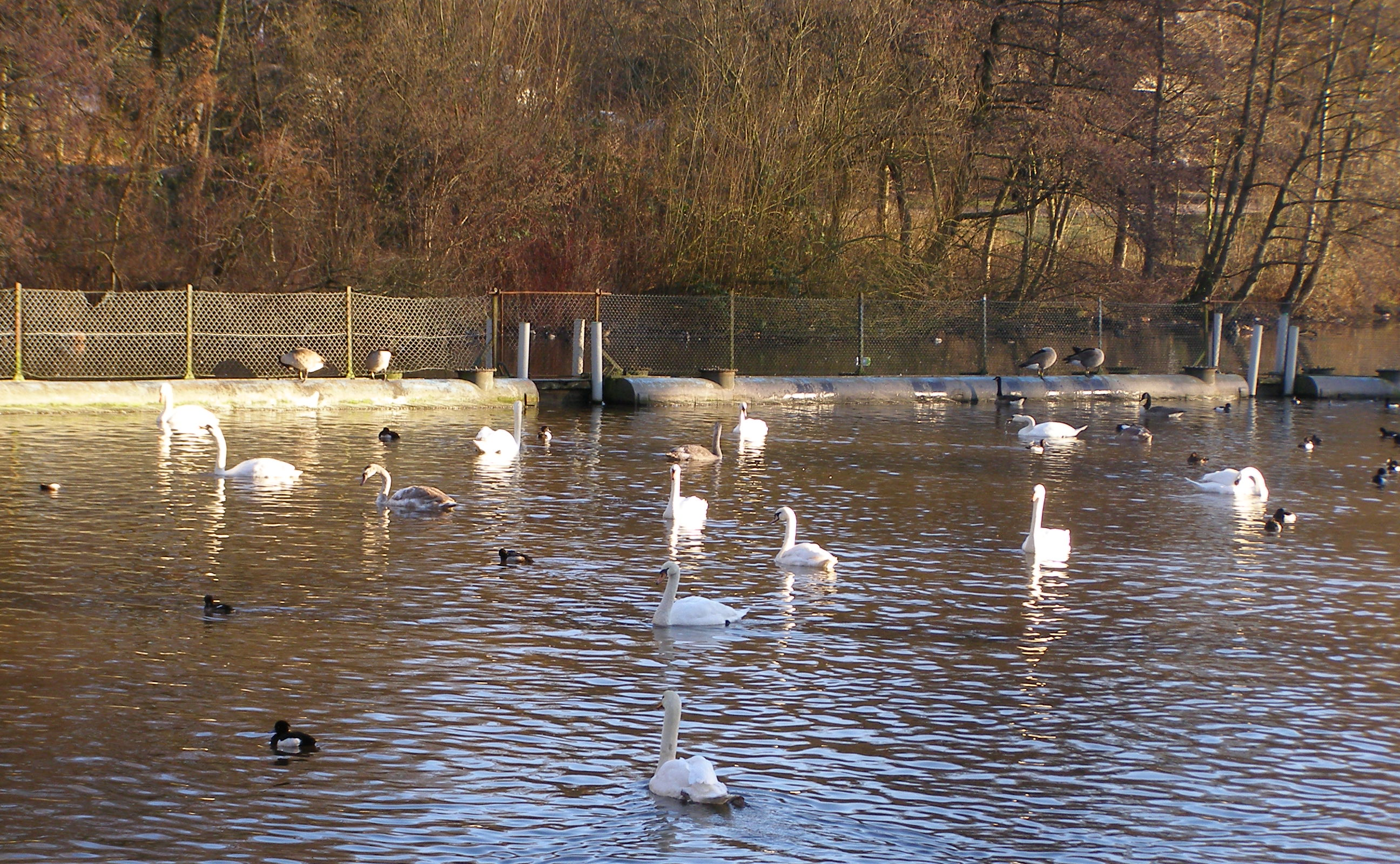
Im Winterquartier Eppendorfer Mühlenteich

## Traditionen
In der Tradition Hamburgs liegt es zudem, Vertretern besonders verbundener Städte oder Staaten bei offiziellen Besuchen Schwäne als Gastgeschenke zu überreichen. Die Tiere sollen dann in ihrer neuen Heimat als Botschafter der Hansestadt gelten. Auf dem jährlich im Februar stattfindenden Festbankett des Matthiae-Mahls im Hamburger Rathaus wird der Schutzstellung der Vögel Rechnung getragen. Da man Schwäne in Hamburg nicht isst, ziert ein vergoldeter Alsterschwan als Schaugericht die Tafel.

## Filme
- MedienKontorMovie: Trailer 360° -  GEO Reportage: Hamburg, die Stadt der Schwäne bei YouTube
- Loritus News: Hamburger Alsterschwäne ziehen ins Winterquartier bei YouTube
- Erwin Otto: Hamburg direkte Sicht! Alsterschwäne einfangen Winterquartier bei YouTube